# Свіжінська Марія Петрівна
Марія Петрівна Свіжінська (нар. 20 листопада 1958 року, с. Чернихів, Зборівський район, Тернопільська обл.) — українська акторка театру та кіно. Акторка Львівського обласного музично-драматичного театру (м. Дрогобич). У кіно відома за роллю у фільмі «Кров'янка» (2016).
Закінчила Львівську театральну студію ім. М. Заньковецької (1982). З 1982 року — Акторка Львівського обласного музично-драматичного театру (м. Дрогобич).

## Театр

### Львівський обласний музично-драматичний театр імені Юрія Дрогобича (Дрогобич)
| Рік  | Спектакль                                | Режисер          | Роль                |
| ---- | ---------------------------------------- | ---------------- | ------------------- |
|      | На одинці з долею (В. Босовича)          |                  | Надія               |
|      | Інтимне життя (Н. Каварда)               |                  | Сібіл               |
|      | Дорога Олено Сергіївно (Л. Розумовської) |                  | Олена Сергіївна     |
|      | Перед потопом (В. Босовича)              |                  | Авігея              |
| 1996 | Сльози Божої Матері                      | Олег Мосійчук    | Божа Матір          |
| 1999 | Кайдашева сім'я                          | Володимир Грицак | Мотря               |
| 2014 | Лавина                                   | Олександр Король |                     |
| 2016 | Побачення з пані поезією                 | Олександр Король | Виконавці           |
| 2016 | Перерваний політ                         | Олександр Король | Люба Миколаївна     |
| 2017 | Звідки береться діти                     | Олександр Король | Маргарита Андріївна |
| 2018 | Блазні                                   | Олександр Король | Мальвіна Іванівна   |
| 2018 | Малюк та Карлсон                         | Адам Цибульський | Фрекен-Бок          |
| 2018 | Мати-наймичка                            | Влад Сорокін     | Настя               |
| 2018 | Розлучення по-французьки                 | В. Московченко   | Соланж              |
| 2019 | Дитина в подарунок                       | Влад Сорокін     | Пистина             |
| 2022 | Ой не ходи, Грицю                        | Олександр Король | Ворожка             |

### Національний академічний драматичний театр імені Марії Заньковецької у Львові
| Рік  | Назва           | Режисер          | Роль            |
| ---- | --------------- | ---------------- | --------------- |
| 2019 | Пані Міністерша | Олександр Король | Ната Стефанович |

## Фільмографія

### Фільми
| Рік  | Назва               | Роль      |
| ---- | ------------------- | --------- |
| 2016 | Кров'янка           | Манька    |
| 2018 | Коли падають дерева | Остапівна |
| 2022 | Тато                |           |

### Телесеріали
| Рік  | Проєкт        | Роль                    |
| ---- | ------------- | ----------------------- |
| 2020 | І будуть люди | Гайдук Марфа Гаврилівна |

## Нагороди й номінації
| Рік                                   | Категорія                   | Фільм     | Результат |
| ------------------------------------- | --------------------------- | --------- | --------- |
| Премія НСТДУ                          |                             |           |           |
| 2000                                  | Премія імені Віри Левицької |           | Перемога  |
| Національна кінопремія «Золота дзиґа» |                             |           |           |
| 2017                                  | Найкраща жіноча роль        | Кров'янка | Номінація |